# Chã de Alegria
Chã de Alegria là một đô thị thuộc bang Pernambuco, Brasil. Đô thị này có diện tích 58,299 km², dân số năm 2007 là 11000 người, mật độ 185,2 người/km².